# Eriocoelum dzangense
Eriocoelum dzangense är en kinesträdsväxtart som beskrevs av D.J.Harris & Wortley. Eriocoelum dzangense ingår i släktet Eriocoelum och familjen kinesträdsväxter. Inga underarter finns listade i Catalogue of Life.